# 20996 Pandrosion
20996 Pandrosion è un asteroide della fascia principale interna. Scoperto nel 1986, presenta un'orbita caratterizzata da un semiasse maggiore pari a 1,911546 UA e da un'eccentricità di 0,049672, inclinata di 26,772630ª rispetto all'eclittica. Ha un diametro di 2,957 km, un periodo di rotazione di 43,6 ore e un'albedo di 0,320.
Il nome ricorda Pandrosione di Alessandria, matematica del 4 secolo a. C.